# Žernovník
Žernovník település Csehországban, a Blanskói járásban. Žernovník Brťov-Jeneč, Býkovice, Černá Hora, Lubě és Malá Lhota településekkel határos. Lakosainak száma 270 fő (2024. január 1.).

## Népesség
A település lakosságának változását az alábbi diagram mutatja:
| Lakosok száma | 227  | 224  | 283  | 240  | 211  | 223  | 223  | 253  | 257  | 270  |
|               | 1869 | 1900 | 1921 | 1961 | 1980 | 2011 | 2016 | 2019 | 2021 | 2024 |